# Кристина Апългейт
Кристина Апългейт (на английски: Christina Applegate) е американска актриса, родена на 25 ноември 1971 г. в Холивуд, Калифорния.

## Биография

### Произход и детство
Нейната майка Нанси Прайди е звезда от тв сериали, а баща ѝ Робърт заема висока длъжност в звукозаписната индустрия. Кристина е единственото дете от този брак на родителите си. Те се развеждат, когато тя е още малка и Нанси (при която остава Кристина), като актриса и певица оказва голямо влияние върху интересите на дъщеря си.
Както казва Кристина в едно интервю: „Аз съм актриса, откакто съм се пръкнала“. Кристина дебютира в телевизията в ръцете на майка си на 3-месечна възраст, докато Нанси играе постоянната си роля в известния сериал „Дните на нашия живот“. От този момент нататък бъдещето на Кристина в актьорската професия е начертано. След участията си в няколко реклами, между които и за търговския гигант Kmart. 7-годишната Кристина постига първите си успехи, които не спират и занапред.

### Филмова кариера
Появява се в няколко филма и телевизионни шоута преди да навърши петнадесет години. На тази възраст тя получава най-известната си роля – невероятно празноглавата Кели Бънди в успешния сериал „Женени с деца“. С тази си роля Кристина привлича вниманието не само на американската, но и на публика от цял свят. Няма съмнение, че възможността да играе Кели Бънди е божи дар за Кристина, но както при много други актьори и на нея по-късно ѝ се налага да се бори, за да се освободи от наложения ѝ стереотип. В нейния случай Кели е точно противоположна на истинската Кристина.
Финалната завеса се спуска над „Женени с деца“ през 1997 г., след единадесет успешни сезона. Въпреки че за нея е тъжно да се раздели с телевизионното си семейство, тя се впуска с интерес в търсене на нови актьорски предизвикателства – особено в киното. Но междувременно се снима в още един ТВ сериал – „Джеси“ (1998 – 2000), вдъхновена от това, което е преживяла като дете в собственото си семейство.
Същата година Апългейт играе с Марк Уолбърг в екшън комедията „Големият удар“ и в мафиотската пародия на Джим Абрахамс „Mafia!“ (1998). Играе и заедно с бъдещия си съпруг, Джонатан Шек, в гимназиалния трилър „The Giving Tree“ (1999). Следва участието ѝ в двойната роля на принцеса и съвременна жена в партньорство с Жан Рено в римейка на френската комедия за пътуване във времето „Гости от миналото“ (2001).
По-добре е посрещната като най-добрата приятелка на Камерън Диас в женската комедия „Най-сладкото нещо“ (2002), и в следващия ѝ филм „Поглед от върха“ (2003), отново комедия, с Гуинет Полтроу. През 2004 г. продължава да се снима в комедии с главна женска роля в тях, започвайки с „Водещият“, където си партнира с Уил Феръл.
През пролетта на 2005 г., докато играе главната роля на Бродуей в легендарния мюзикъл „Сладката Чарити“, Апългейт наранява глезена си и продуцентите решават да спрат постановката, но тя успява да ги убеди да преразгледат решението си и след по-малко от две седмици се завръща на сцената.
Снима се във филма „Коя е Саманта?“ – излъчван за първи път в България по Фокс Лайф и bTV. „Коя е Саманта?“ има две номинации за Златен глобус, награда за най-добра нова телевизионна комедия на „Изборът на публиката“. Кристина Апългейт е номинирана за награда Еми в категория най-добра главна женска роля в сериал – комедия, в който е и съпродуцент на сериала.

## Личен живот
На 20 октомври 2001 г. Апългейт се омъжва за дългогодишния си приятел актьора Джонатан Шек в Палм Спрингс, Калифорния като на церемония присъстват само семейството и близки приятели. Шек подава молба за развод през ноември 2005 г., позовавайки се на непреодолими различия. Разводът става официален на 10 август 2007 г.
През 2008 г. Апългейт започва да се среща музиканта Мартин Ленобъл. Сгодяват се на Свети Валентин през 2010 г. и сключват брак на 23 февруари 2013 г. в дома си в Лос Анджелис. Това е втори брак и за двамата. Апългейт и Ленобъл имат дъщеря на име Сади Грейс Ленобъл, родена на 27 януари 2011 г.
На 10 август 2021 г. Апългейт разкрива, че от няколко месеца е диагностицирана с множествена склероза.

## Избрана филмография
- „Женени с деца“ (1987 – 1997)
- „Марсиански атаки“ (1996)
- „Гости от миналото“ (2001)
- „Коя е Саманта?“ (2007 – 2009)
- „Котки и кучета: Отмъщението на Кити“ (2010)
- „Ваканция“ (2015)
- „Палави мамчета“ (2016)